# Bahnhof Berlin Heerstraße
Der Bahnhof Heerstraße ist eine Station  der S-Bahn in Berlin.
Betrieblich ist die Station als Haltepunkt klassifiziert.
Der am 1. November 1909 eröffnete Haltepunkt liegt am Rande des Grunewalds im Bezirk Charlottenburg-Wilmersdorf an der Vorortstrecke nach Spandau, zwischen den Bahnhöfen Messe Süd (Eichkamp) und Olympiastadion.

## Geschichte
Die namensgebende Heerstraße war eine militärische Paradestraße und gehörte später zur sogenannten Ost-West-Achse. Sie wurde ab 1903 vom damaligen Reichskanzlerplatz (heute: Theodor-Heuss-Platz) als Verbindung zu den Truppenübungsplätzen in Döberitz angelegt. Anlässlich der Olympischen Spiele 1936 bildete sie die Verbindung zwischen dem Olympischen Dorf in Elstal und dem Olympiastadion.
Der Haltepunkt wurde 1908/1909 an der Vorortstrecke Charlottenburg-Spandau errichtet, zur Erschließung der dort geplanten Villenkolonie. Nachdem die Station zunächst ein Randdasein gefristet hatte, wurde sie durch die attraktive, breite Straßenverbindung in die Berliner Innenstadt später gelegentlich für Staatsempfänge genutzt. Am 11. Mai 1925 traf der neugewählte Reichspräsident Paul von Hindenburg hier, mit einem Sonderzug aus Hannover kommend, in Berlin ein und wurde vom Reichskanzler Hans Luther empfangen. Am 27. September 1937 empfing dort der nationalsozialistische Diktator Adolf Hitler mit einer minutiös geplanten Inszenierung den italienischen Führer der faschistischen Bewegung Benito Mussolini und fuhr mit ihm über die martialisch geschmückte Ost-West-Achse zur Reichskanzlei.
Im Rahmen der Planung für den Umbau Berlins zur „Welthauptstadt Germania“ sollte das Empfangsgebäude abgerissen und durch einen, von Theodor Dierksmeier entworfenen, repräsentativen – „Mussolini-Bahnhof“ genannten – Empfangsbahnhof für Staatsgäste ersetzt werden. Diese sollten von dort über die Ost-West-Achse nach Berlin geleitet werden, für die ein monumentaler Ausbau geplant war. Aufgrund der hohen Kosten und des bald darauf erfolgten Ausbruchs des Zweiten Weltkriegs kam der Umbau nicht über die Planungsphase hinaus.

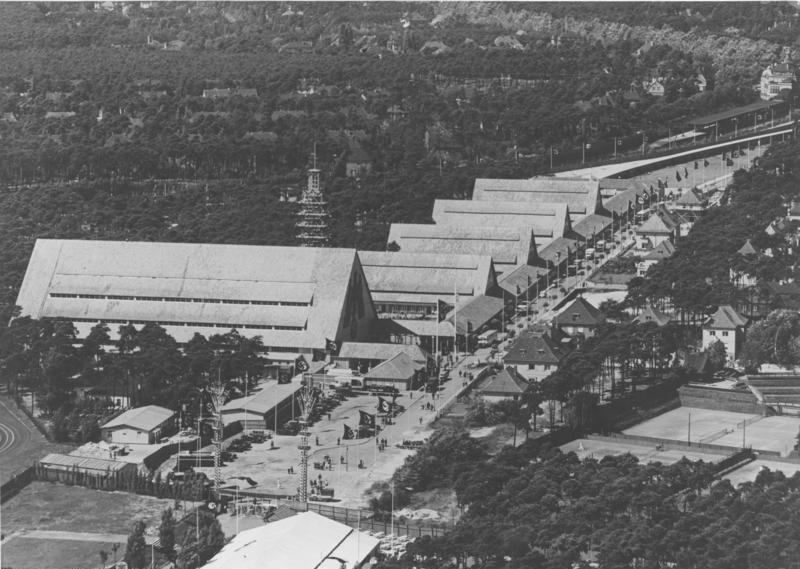
Blick auf die KdF-Stadt (im Hintergrund rechts der Haltepunkt Heerstraße)

Anlässlich und nur für die Zeit der Olympischen Spiele 1936 wurde in der Nähe ein provisorischer Bahnhof für die „KdF-Stadt“ angelegt, die sich auf dem heutigen Messegelände an der Wandalenallee befand. In der aus Holzhäusern errichteten Siedlung wurden die zahlreichen Olympiagäste empfangen und erhielten günstige Unterbringungs- und Verpflegungsmöglichkeiten in unmittelbarer Nähe des Olympiastadions. Der provisorische Bahnhof wurde über ein Gleis erreicht, das von den Ringgütergleisen nördlich von Westkreuz abzweigte und in einem großen Bogen zum Messegelände führte. Dieses sogenannte „Messegleis“ war schon 1928 bei der Neugestaltung der Bahnanlagen in diesem Bereich angelegt worden und existiert auch heute noch in leicht veränderter Form.
Am 4. Juli 1944 wurde der Reformpädagoge und Widerstandskämpfer Adolf Reichwein auf dem Weg zu einem konspirativen Treffen mit Führern der KPD zur Vorbereitung des Attentates vom 20. Juli auf dem Bahnhof Heerstraße von der Gestapo verhaftet.

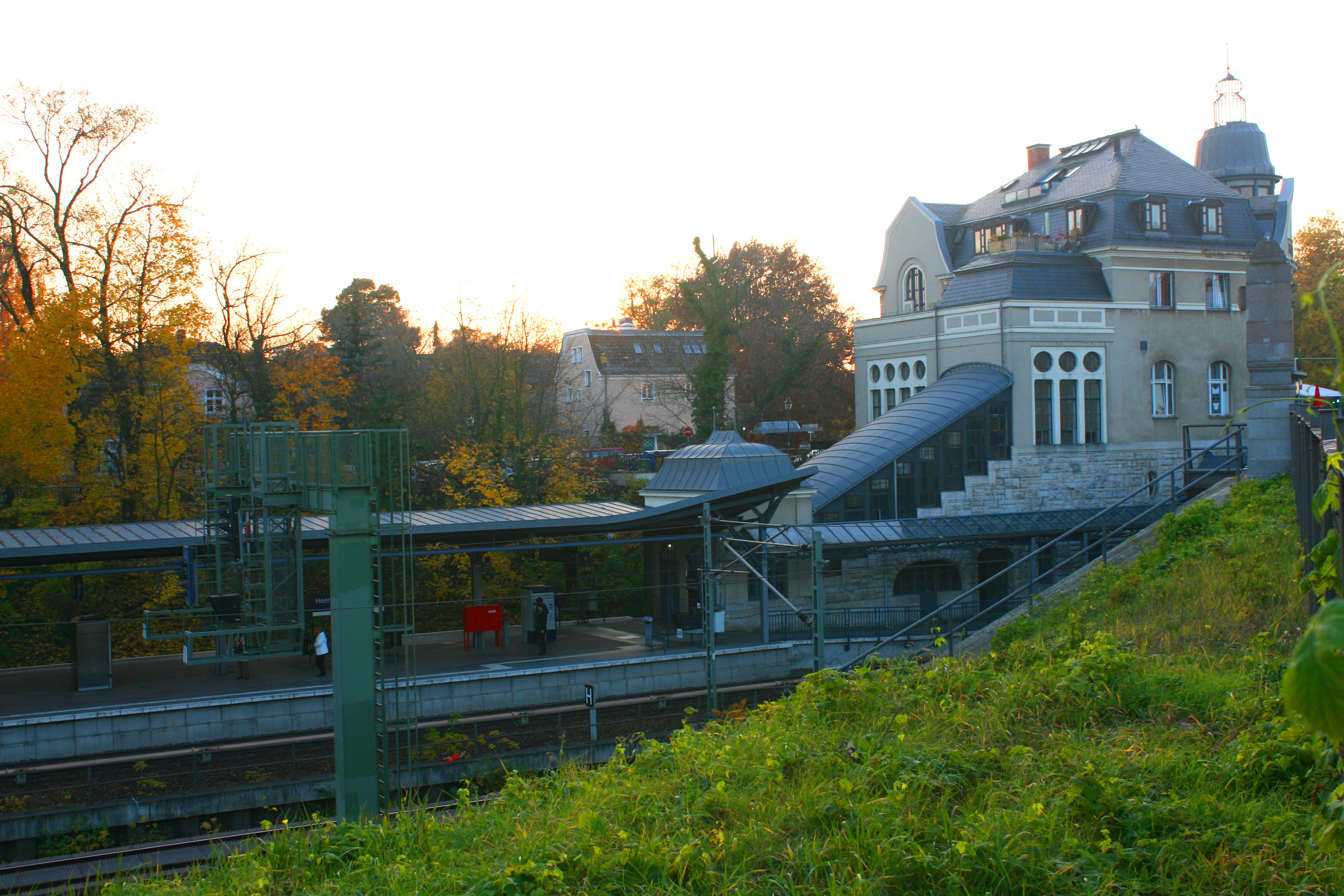
Der Haltepunkt Heerstraße von Osten gesehen

Das Empfangsgebäude wurde im Zweiten Weltkrieg stark beschädigt und 1958–1959 verändert wieder aufgebaut.
Ende September 1980 wurde nach dem Berliner S-Bahn-Streik der S-Bahn-Verkehr nach Staaken eingestellt und der Haltepunkt geschlossen. Am 25. Mai 1984 erwachte diese Station kurzzeitig wieder zu Leben: Auf ihm fand ein S-Bahn-Tag statt. Zur Wiedereröffnung der Strecke am 16. Januar 1998 wurde der Haltepunkt erneut umgebaut und erhielt seine heutige Form.

## Umgebung
Dem Empfangsgebäude gegenüber auf der anderen Seite der Heerstraße befindet sich der Raußendorffplatz. Dieses Gartendenkmal wurde 1925 von Erwin Barth mit einfacher Rasenfläche und Sitzbänken angelegt. Südwestlich führt die Teufelsseestraße am Martha-Jakob-Platz entlang zum Grunewald und zum Teufelsberg.

## Anbindung
Die Station  wird von den Linien S3 und S9 der Berliner S-Bahn bedient. Es besteht eine Umsteigemöglichkeit zu den Omnibuslinien M49, X34, X49, 218, und 349 der Berliner Verkehrsbetriebe.
| Linie | Verlauf |
| ----- | --- |
|       | Spandau – Stresow – Pichelsberg – Olympiastadion – Heerstraße – Messe Süd – Westkreuz – Charlottenburg – Savignyplatz – Zoologischer Garten – Tiergarten – Bellevue – Hauptbahnhof – Friedrichstraße – Hackescher Markt – Alexanderplatz – Jannowitzbrücke – Ostbahnhof – Warschauer Straße – Ostkreuz – Rummelsburg – Betriebsbahnhof Rummelsburg – Karlshorst – Wuhlheide – Köpenick – Hirschgarten – Friedrichshagen – Rahnsdorf – Wilhelmshagen – Erkner                 |
|       | Spandau – Stresow – Pichelsberg – Olympiastadion – Heerstraße – Messe Süd – Westkreuz – Charlottenburg – Savignyplatz – Zoologischer Garten – Tiergarten – Bellevue – Hauptbahnhof – Friedrichstraße – Hackescher Markt – Alexanderplatz – Jannowitzbrücke – Ostbahnhof – Warschauer Straße – Treptower Park – Plänterwald – Baumschulenweg – Schöneweide – Johannisthal – Adlershof – Altglienicke – Grünbergallee – Schönefeld (bei Berlin) – Waßmannsdorf – Flughafen BER |